# القبلي سمهود
قرية القبلي سمهود هي إحدى القرى التابعة لمركز أبو تشت في محافظة قنا في جمهورية مصر العربية. حسب إحصاءات سنة 2006، بلغ إجمالي السكان في القبلي سمهود 4507 نسمة، منهم 2181 رجل و2326 امرأة.